# GAP (magazine)
Pour les articles homonymes, voir GAP.

GAP (où GAP signifie Groupe Avant-Première) est un magazine de mode corporatiste créé en 1969 à l'initiative de Points de vente et d'Hélène Lazareff et dirigé par Ginette Sainderichin.
Il fonctionne par le regroupement de Elle, du Jardin des modes et de Mademoiselle Âge Tendre.
Destiné aux professionnels de la confection pour leur indiquer en avance les futures tendances, il devient rapidement trimestriel.